# Senado de Arizona
El Senado de Arizona es la Cámara Alta de la Legislatura Estatal del Estado de Arizona, Estados Unidos. Como otras cámaras altas estadounidense, el Senado Estatal puede confirmar o no a los nombramientos del gobernador ante el gabinete estatal, comisiones y juntas.

## Composición
El Senado de Arizona lo componen 30 senadores electos por cada 219,859 habitantes aproximadamente para un período de dos años, con posibilidad de reelegirse solo cuatro veces máximo (ocho años). 

## Presidencia
Debido a que, a diferencia de otros estados, Arizona no cuenta con la figura del vicegobernador (quien es presidente interino de los Senados Estatales), el plenario del Senado elige tanto al presidente del Senado como al presidente pro tempore que lo sustituye en sus ausencias temporales. El presidente del Senado dirige el debate, asigna los miembros de los comtiés y subcomités y puede crear nuevos comités. 

## Integrantes
| Distrito | Senador            | Partido     | Residencia     | Año de elección |
| -------- | ------------------ | ----------- | -------------- | --------------- |
| 1        | Mark Finchem       | Republicano | Prescott       | 2024            |
| 2        | Shawnna Bolick     | Republicano | Phoenix        | 2023†           |
| 3        | John Kavanagh      | Republicano | Scottsdale     | 2022            |
| 4        | Carine Werner      | Republicano | Scottsdale     | 2024            |
| 5        | Lela Alston        | Demócrata   | Phoenix        | 2018            |
| 6        | Theresa Hatathlie  | Demócrata   | Coal Mine Mesa | 2022            |
| 7        | Wendy Rogers       | Republicano | Tempe          | 2020            |
| 8        | Lauren Kuby        | Demócrata   | Tempe          | 2024            |
| 9        | Kiana Sears        | Demócrata   | Mesa           | 2025†           |
| 10       | Dave Farnsworth    | Republicano | Mesa           | 2022            |
| 11       | Catherine Miranda  | Demócrata   | Phoenix        | 2022            |
| 12       | Mitzi Epstein      | Demócrata   | Chandler       | 2022            |
| 13       | J. D. Mesnard      | Republicano | Chandler       | 2018            |
| 14       | Warren Petersen    | Republicano | Gilbert        | 2020            |
| 15       | Jake Hoffman       | Republicano | Queen Creek    | 2022            |
| 16       | T. J. Shope        | Republicano | Coolidge       | 2020            |
| 17       | Vince Leach        | Republicano | Tucson         | 2024            |
| 18       | Priya Sundareshan  | Demócrata   | Tucson         | 2022            |
| 19       | David Gowan        | Republicano | Sierra Vista   | 2018            |
| 20       | Sally Ann Gonzales | Demócrata   | Tucson         | 2018            |
| 21       | Rosanna Gabaldón   | Demócrata   | Sahuarita      | 2022            |
| 22       | Eva Diaz           | Demócrata   | Tolleson       | 2022            |
| 23       | Brian Fernandez    | Demócrata   | Yuma           | 2022            |
| 24       | Analise Ortiz      | Demócrata   | Phoenix        | 2024            |
| 25       | Tim Dunn           | Republicano | Yuma           | 2024            |
| 26       | Flavio Bravo       | Demócrata   | Phoenix        | 2023†           |
| 27       | Kevin Payne        | Republicano | Sun City       | 2024            |
| 28       | Frank Caroll       | Republicano | Surprise       | 2022            |
| 29       | Janae Shamp        | Republicano | Surprise       | 2022            |
| 30       | Hildy Angius       | Republicano | Bullhead City  | 2024            |